# 구미대학교
구미대학교(龜尾大學校, Gumi University)는 대한민국 경상북도 구미시의 사립 전문대학이다. 1992년 구미전문대학으로 개교하였으며, 2012년 구미대학교로 교명을 변경하였다.

## 연혁
1991년 11월 30일, 삼보교육재단에 의하여 구미전문대학이 설립되었고, 이듬해 3월 9일 개교하였다. 전문대학 교명 규제 완화에 따라 1998년 9월 21일 구미1대학으로 교명을 변경하였고, 2012년 2월, 구미대학교로 교명을 재차 변경하여 현재에 이르고 있다.

## 교육편제
구미대학교는 사립 전문대학으로, 전문학사 학위를 수여하는 학부 과정 위주로 편제가 이루어져 있다. 2024년 현재 23개 학부·과가 편제되어 있다. 다만, 간호학과에 한하여 학사 학위 과정을 운영하고 있다.

## 캠퍼스 풍경
구미대학교는 경상북도 소재 사립 전문대학으로, 부곡동에 위치한다. 캠퍼스는 약 21개 건물이 위치하고 있다.
캠퍼스 남부를 대각선으로 지나는 야은로와 수직으로 지나는 서부의 숭산길이 캠퍼스 경계 역할을 하고 있다. 야은로를 통해 남동부 정문 방면으로, 숭산길을 통해 남서부 창업보육센터 방면으로 캠퍼스 진입이 가능하다. 서부의 숭산길은 캠퍼스 경계이자 부곡동 경계, 구미시 시계(視界)로, 캠퍼스 서부는 김천시이다. 